# 中垌抗日游击队办事处旧址
中垌抗日游击队办事处旧址，位于中国广东省茂名市化州市中垌镇猪腰岭，为化州市文物保护单位，类型为近现代重要史迹及代表性建筑，公布时间为1995年7月25日。
中垌抗日游击队办事处旧址的历史年代为民国。